# 紅湖高中校園槍擊案
紅湖高中校園槍擊案（Red Lake High School massacre）發生於2005年3月21日。兇手杰弗里·魏斯（Jeffrey Weise, 1988年8月8日—2005年3月21日）是美國明尼蘇達州印第安保留區的紅湖高中的學生。兇手先在家殺死祖父母後，然後到學校殺死7人（包括學校保安、教師及同學），射傷5名學生。當警察將魏斯迫至絕路時，他突然舉槍自殺。在這件案件中相信有另一名學生計劃這次事件，這位學生在案發一星期後被拘捕，預料會有更多人被捕。這次繼1999年科倫拜校園事件後另一宗震驚美國的校園槍擊事件，再次令人關注槍械普及化及傳媒渲染暴力的問題。

## 魏斯背景
魏斯生活在破碎家庭中，父親在4年前自殺身亡，母親有酗酒問題，在1999年一次交通意外中導致腦部受損而入住療養院。母親受傷後，魏斯搬入其祖父母於紅湖印第安保留區的家中，但他和保留區的人並不熟絡，形成其孤獨的性格。
魏斯經常穿著黑色的軍用外套及皮靴，其古怪行為和樣貌是同學們嘲笑的對象。他在學時經常孤獨一人，有問題時會獨自面對。他沒有朋友亦甚少談話，而談話的內容主要與死亡有關。另外，他因為學習及健康問題而留級及停學，案件發生前不久才被學校列入家庭輔導計劃。魏斯亦曾經虛報炸彈，及企圖割腕自殺，被學校列為麻煩人物。
魏斯在網上自稱「死亡天使」及「生為納粹」， 在網上強調自己在希特勒生日當日密謀襲擊雷德萊克中學的事件無關，並說自己擁有和希特勒挑戰大國的勇氣和理想的讚賞。魏斯在網上發表的作品與暴力和血腥有關。他曾在網上發表血腥激進的小說，及發表關於射殺3K黨而最後飲槍自殺的flash動畫，但警方不知道這些是否與他的殺人動機有關。

## 3月21日案發當日

### 家中殺人
案件發生於當日下午，魏斯用.22LR步槍殺死熟睡中的祖父Daryl "Dash" Lussier。據魏斯的朋友表示，他可能在一年前就買了這把步槍。之後，魏斯拿走祖父的兩件警用武器：泵动式短槍及警察手槍，也拿走了勤務腰帶及防彈背心。魏斯趁祖父的女友Michelle Sigana帶著洗好的衣物爬上樓梯時射殺她。

### 在學校殺人
魏斯駕駛祖父的巡警車，於下午2:45到達學校。當魏斯通過學校的主入口時，他看見兩個正在操作金屬探測器的未武裝守衛，魏斯槍殺了守衛Derrick Brun，另一個守衛則毫髮無傷地逃走了。魏斯接著進入學校主廊。
他開始在英語教室掃射，造成三名學生和一名教師死亡，另外三名學生受傷。之後魏斯走到走廊對著學生一邊走一邊掃射，造成五名學生及教師Neva Rogers死亡以及七人受傷。有目擊者看見魏斯一邊笑，一邊開槍，亦有人聽到兇手殺死一位學生前問他是否相信天主。
根據《時代周刊》的消息，其中一位的死者Chase Lussie死前撞低他的朋友，叫她不要走，而躲在他的後面。文章中指出當魏斯走入兩位學生躲藏的課室，Chase Lussier的朋友看見兇手魏斯在Chase方向發射子彈，他的朋友突然低下頭，感覺到一些又暖又濕的東西在她的牛仔褲上，這些證實是Chase的血液。專案認為如果Chase留意自己的安全，他一定可以生存。

### 與警察交火
下午2:52左右，魏斯回到曾槍殺兩名學生和使另兩人受傷的主入口。警察很快趕到，雙方交火。FBI特別幹員Paul McCabe表示這場駁火持續了大約四分鐘。沒有員警受傷。魏斯在腹部和右臂受傷後，撤退到一間空教室。他靠在牆邊，用下巴頂住散彈槍桿後開槍自殺。

## 死傷者名單
校園槍擊案共有7人死亡，若包括兇手祖父母及兇手自裁，共計10人：另有14人受傷。人名詳見附表。

## 事件結束後的一段時期
- 雷德萊克齊佩瓦族印第安人理事會主席弗洛伊德·喬丹（Floyd "Buck" Jourdain Jr.）稱此次事件為「我們部族上最痛苦和最黑暗的一天」。
- 這宗校園槍擊案是繼1999年科倫拜校園事件後另一宗死亡慘重的案件。在科倫拜校園事件中，12名學生及1名教師死亡，24人受傷。兩位兇手事後自殺死亡。
- 紅湖高中自1995年起安裝金屬探測器及聘請保安。
- Louis Jourdain（弗洛伊德·喬丹的兒子）於2005年3月28日因涉及這次事件而被捕，被告以合謀罪。法律執行人員相信他幫助魏斯策劃今次案件。例如: 當槍擊案發生，以及未看到兇手真正身份的時候，他知道兇手就是魏斯。FBI帶走多部位於紅湖區多部個人電腦，以追查學生的通話紀錄。

## 外部連結
- 紅湖高中網頁
- 紅湖區最新消息 （页面存档备份，存于）
- 魏斯的網誌 （页面存档备份，存于）
- 案發5個月前魏斯所製作的Flash動畫 （页面存档备份，存于）